# Hamersville, Ohio
Hamersville là một làng thuộc quận Brown, tiểu bang Ohio, Hoa Kỳ. Năm 2010, dân số của làng này là 546 người.

## Dân số
- Dân số năm 2000: 515 người.
- Dân số năm 2010: 546 người.